# كورنيليوس أنتوني
كورنيليوس أنتوني (بالإنجليزية: Cornelius Anthony)‏ هو لاعب كرة قدم أمريكية ولاعب كرة القدم الكندية أمريكي، ولد في 3 يوليو 1978 في بينيفيلي في الولايات المتحدة.

## وصلات خارجية
- كورنيليوس أنتوني على موقع مرجع كرة القدم المحترفة.كوم (الإنجليزية)
- كورنيليوس أنتوني على موقع JustSportsStats.com (الإنجليزية)